# Trn (Velika Kladuša)
Trn falu Bosznia-Hercegovinában, a Bosznia-hercegovinai Föderáció Una-Szanai kantonjában. Közigazgatásilag Velika Kladušához tartozik.

## Fekvése
Bosznia-Hercegovina északnyugati részén, Bihácstól légvonalban 35, közúton 54 km-re északra, Velika Kladušától légvonalban 3, közúton 5 km-re délre, a Šiljkovača- és Kladušica-patakok között fekszik. 

## Népessége
| Nemzetiségi csoport | Népesség 1991 | Népesség 2013 |
| ------------------- | ------------- | ------------- |
| Szerb               | 3             | 1             |
| Bosnyák             | 429           | 342           |
| Horvát              | 0             | 3             |
| Jugoszláv           | 7             | 0             |
| Egyéb               | 3             | 30            |
| Összesen            | 442           | 376           |

## Története
A trn-poljei muszlim gyülekezet körülbelül 220 háztartással rendelkezik. A gyülekezetekkel rendkívül jó az együttműködés, és igyekeznek segíteni a valóban rászoruló gyülekezeteket. Az iskolai foglalkozások hétvégenként az imámházon belüli iskolai foglalkozások számára biztosított helyiségekben zajlanak. 2020-ban 50 körül mozgott a beíratott gyerekek száma. Az imámi szolgálatot a gyülekezetben jelenleg Bećo Kovačević efendi látja el.

## Nevezetességei
Az újonnan épült mecset megnyitója 2005. május 2-án volt. A mecset teljesen fel van szerelve mindennel, amivel egy mecsetnek rendelkeznie kell, hogy megfeleljen a hívek igényeinek. 300-400 hívő fér el benne.